# Костёр на Юханнус (Иванов день)
Костёр на Юханнус или юханнускокко (фин. Juhannuskokko) — название костра в Финляндии, который жгут в ночь летнего солнцестояния, на Иванов день (в России — праздник Ивана Купалы).
Как правило, семьи, родственники, различные сообщества и компании сооружают и разводят костер вместе. Такие костры принято жечь либо на берегу водоема, либо на какой-нибудь открытой местности. Жечь костер в день летнего солнцестояния — давняя традиция, которую до сих пор соблюдают, по крайней мере, в некоторых странах Балтийского моря, а также, например, в Ирландии. В большей части Финляндии такие костры жгут на Иванов день, так как многие едут в это время на дачу, где зачастую можно найти подходящий берег для разведения костра (в плане безопасности и достаточной видимости). Костры также жгут на общественных пляжах и площадках (Сеурасаари) — в этих случаях наблюдать за костром может прийти большое количество местных жителей. Если почва в определённой местности чрезмерно сухая, костер можно соорудить на деревянной платформе и, спустив её на воду, жечь костер в отдалении от берега — таким образом предотвращается распространение огня.
В Финляндии подобные костры жгли традиционно в Восточной Финляндии и Карелии. Самым типичным местом для костра в день летнего солнцестояния как раз и были берега озёр, которых в данной местности наибольшее количество. Большие костры жгли и в Западной Финляндии — например, пасхальные костры и костры в День святой троицы (хелавалкеат). В некоторых частях Финляндии традиция жечь костры в день летнего солнцестояния распространилась только в конце 19 века. В большей части области Остроботнии в Западной Финляндии костры в Иванов день до сих пор не являются распространенными, вместо этого там жгут пасхальные костры на Пасху.
В Карелии вдоль береговой линии раньше сооружалось множество костров, которые поджигались одновременно — таким образом создавалась огненная цепочка. Самый центральный и самый большой костер в цепочке называли «укко-кокко» (костер-мужик). Высокий, узкий и остроконечный костер («сяарикокко» или «торникокко» = костер-башня) известен только на Карельском перешейке, хотя в Альпах было тоже принято в день летнего солнцестояния жечь костры, похожие на этот.
Первоначальный смысл костров заключался в отпугивании злых духов. Помимо этого, духов прогоняли с помощью шума. Подобные костры было принято жечь также в день зимнего солнцестояния. Вероятно, люди верили, что в это волшебное время, когда движение солнца, казалось бы, замирает на своей предельной точке, духи становятся беспокойными и приходят в движение.
В России когда-то было принято в Иванов день зажигать колесо и пускать его вниз с горы. В Латвии в день летнего солнцестояния на горках жгли Янов огонь, зажигая прикрепленное на столбик и смазанное дегтем колесо. Сжигание колеса символизировало годовой цикл (см. солнечное колесо или солнечный крест).